# Piaśnica (powiat pucki)
Piaśnica (kaszb. Piôsznica, niem. Piaschnitz) – nieistniejąca już kaszubska osada rybacka w gminie Krokowa (powiat pucki w województwie pomorskim). Położona była na wybrzeżu Morza Bałtyckiego, u ujścia rzeki Piaśnicy (po zachodniej stronie) na obszarze Nadmorskiego Parku Krajobrazowego.

## Historia
Od roku 1921 do września 1939 była niemiecką (Prowincja Pomorze, Rejencja koszalińska, Powiat Lauenburg i. Pom.) miejscowością graniczną. Po wschodniej stronie osady znajdowały się kamienie graniczne A002 i A003 i już po polskiej stronie granicy ujście rzeki Piaśnicy oraz miejscowość Dębki.
Po 1945 roku całkowicie na obszarze Polski. W latach 1975–1998 miejscowość administracyjnie należała do województwa gdańskiego.

## Inne
- Wskazówka: nie mylić ze znajdującymi się na obszarze Puszczy Darżlubskiej wsiami Wielką Piaśnicą i Małą Piaśnicą.